# Кукушев Євген Кузьмич
Євген Кузьмич Кукушев (5 лютого 1925, Оренбург — 14 лютого 1995, Москва) — радянський військовий льотчик, полковник (1971); Заслужений льотчик-випробувач СРСР.

## Біографія
У 1944 р. у Педжикенті закінчив Одеську спецшколу ВПС, з червня 1944 р. — у лавах Червоної Армії. До грудня 1944 р. навчався в Одеській військовій школі пілотів (Фрунзе), потім — у Ташкентській школі стрільців-бомбардирів (Чирчик). У 1949 закінчив Качинське вище військове авіаційне училище льотчиків, до 1951 р. був у ньому льотчиком-інструктором.
У 1953 р. закінчив Школу льотчиків-випробувачів. З серпня 1953 р. служив льотчиком-випробувачем, заступником начальника Льотно-випробувальної станції по льотній службі авіаційного заводу (Комсомольськ-на-Амурі), відчував серійні МіГ-17, Су-7 та їх модифікації.
З жовтня 1959 по грудень 1970 р. — льотчик-випробувач, заступник начальника льотно-випробувального комплексу з льотної служби Московського машинобудівного заводу ім. П. О. Сухого. Підняв у небо та провів випробування Су-9 У (25.1.1961), Су-15/3 (2.10.1963), Су-7 У (25.10.1965), Су-15УТ (26.8.1968), головного Су-17 (С-32-1) Комсомольського-на-Амурі авіазаводу (1.7.1969) ; брав участь у випробуваннях Су-24.
У липні 1967 р. на авіаційному параді в Домодєдові продемонстрував зліт та посадку Су-17 зі зміною стріловидності крила при різних маневрах, серію фігур вищого пілотажу, політ на малій та великій швидкостях.
20 січня 1969 р. у польоті на Су-15УТ після «обтиснення» літака з перевантаження на посадці не вийшли основні опори шасі. е. Кукушев застосував «чкалівський» набір фігур пілотажу зі створенням навантажень, і лише після п'ятої спроби стійки випустилися. Причиною події стало недотримання при будівництві зазорів між щитками шасі і обшивкою крила, що далося взнаки тільки після польоту на перевантаження.
З березня 1972 — у запасі. Працював у ОКБ імені П. О. Сухого заступником начальника льотної служби, з 1980 р. — Інженером-конструктором. Жив у Москві.
Помер 1995 року. Урна з прахом похована в колумбарії на Ваганьковском кладбище.

## Нагороди
- орден Червоної Зірки (12.7.1957)
- орден «Знак Пошани» (22.7.1966)
- Заслужений льотчик-випробувач СРСР (21.2.1969)
- дванадцять медалей.